# Negaciones de Pedro

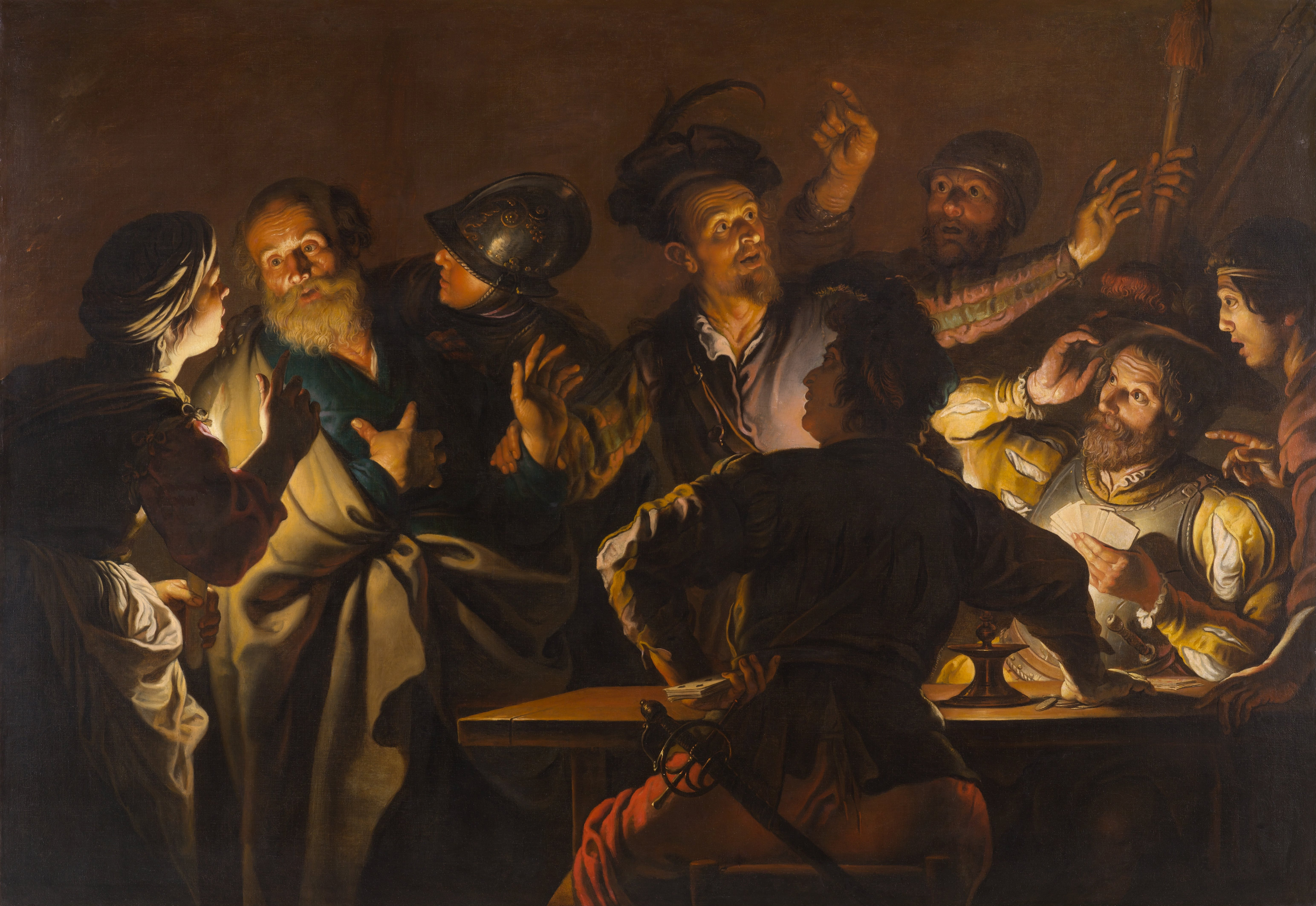
La negación de San Pedro, una pintura al óleo sobre lienzo de Gerard Seghers, que data de alrededor de 1620–25 y ahora se encuentra en el Museo de Arte de Carolina del Norte.

La negación de Pedro se refiere a tres actos de negación de Jesús por parte del Apóstol Pedro como se describe en los cuatro Evangelios del Nuevo Testamento.
Los cuatro evangelios canónicos afirman que durante la Última Cena de Jesús con sus discípulos, predijo que Pedro negaría conocerlo, al afirmar que Pedro lo repudiaría antes de que el gallo cantara a la mañana siguiente. Después del prendimiento de Jesús, Pedro negó conocerlo tres veces, pero después de la tercera negación, escuchó el canto del gallo y recordó la predicción cuando Jesús se volvió para mirarlo. Pedro entonces se puso a llorar amargamente. Este incidente final se conoce como el arrepentimiento de Pedro.
Las emociones turbulentas detrás de la negación de Pedro y su posterior arrepentimiento han sido el tema de importantes obras de arte durante siglos. Los ejemplos incluyen la Negación de San Pedro de Caravaggio, que ahora se encuentra en el Museo Metropolitano de Arte. Los incidentes también han inspirado segmentos en varias películas relacionadas con la vida y muerte de Jesucristo (por ejemplo, cuando Francesco De Vito actuó como Pedro en La Pasión de Cristo), así como referencias en obras musicales, tanto religiosas como seculares.

## Relatos bíblicos

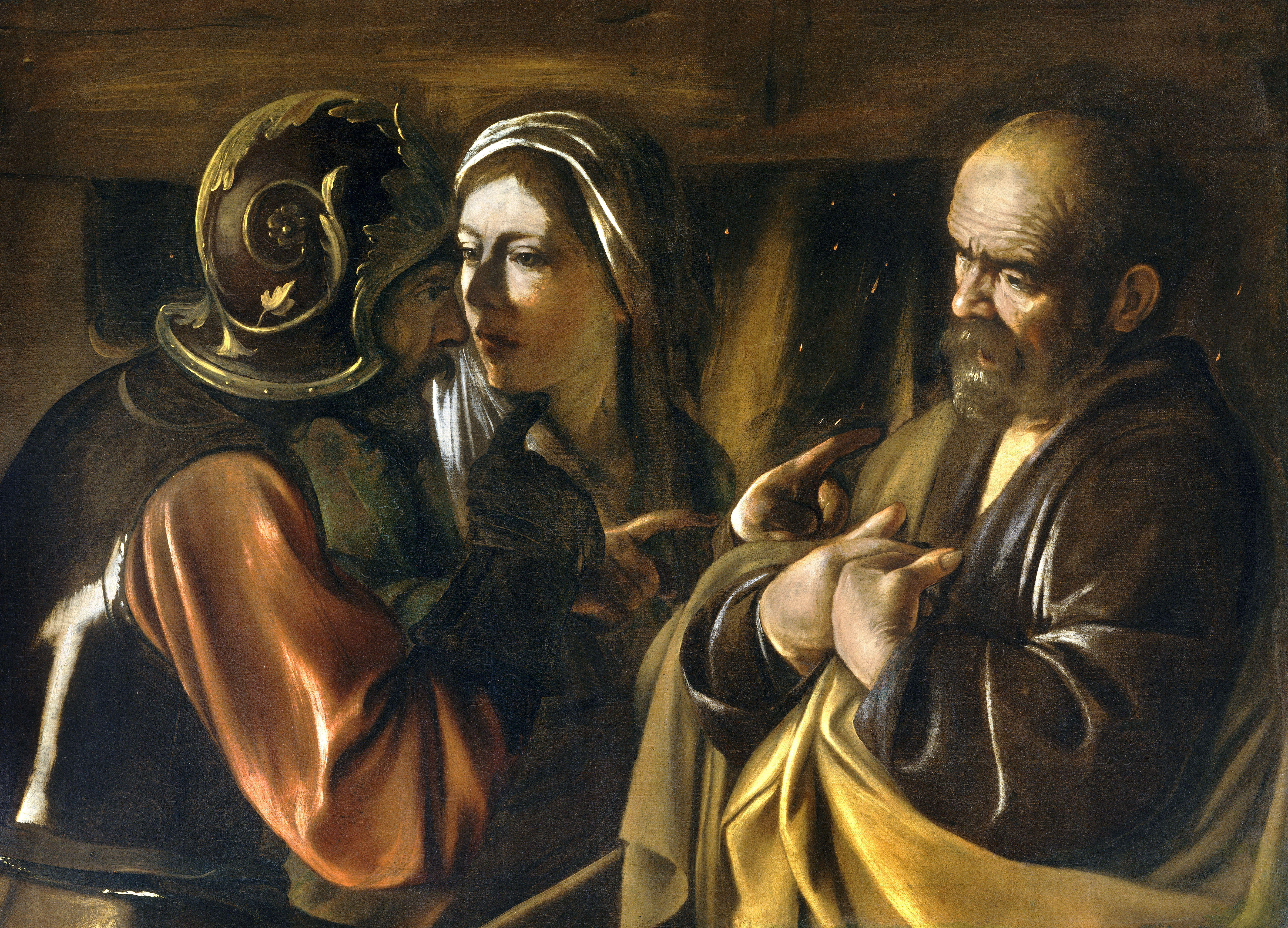
La negación de San Pedro por Caravaggio

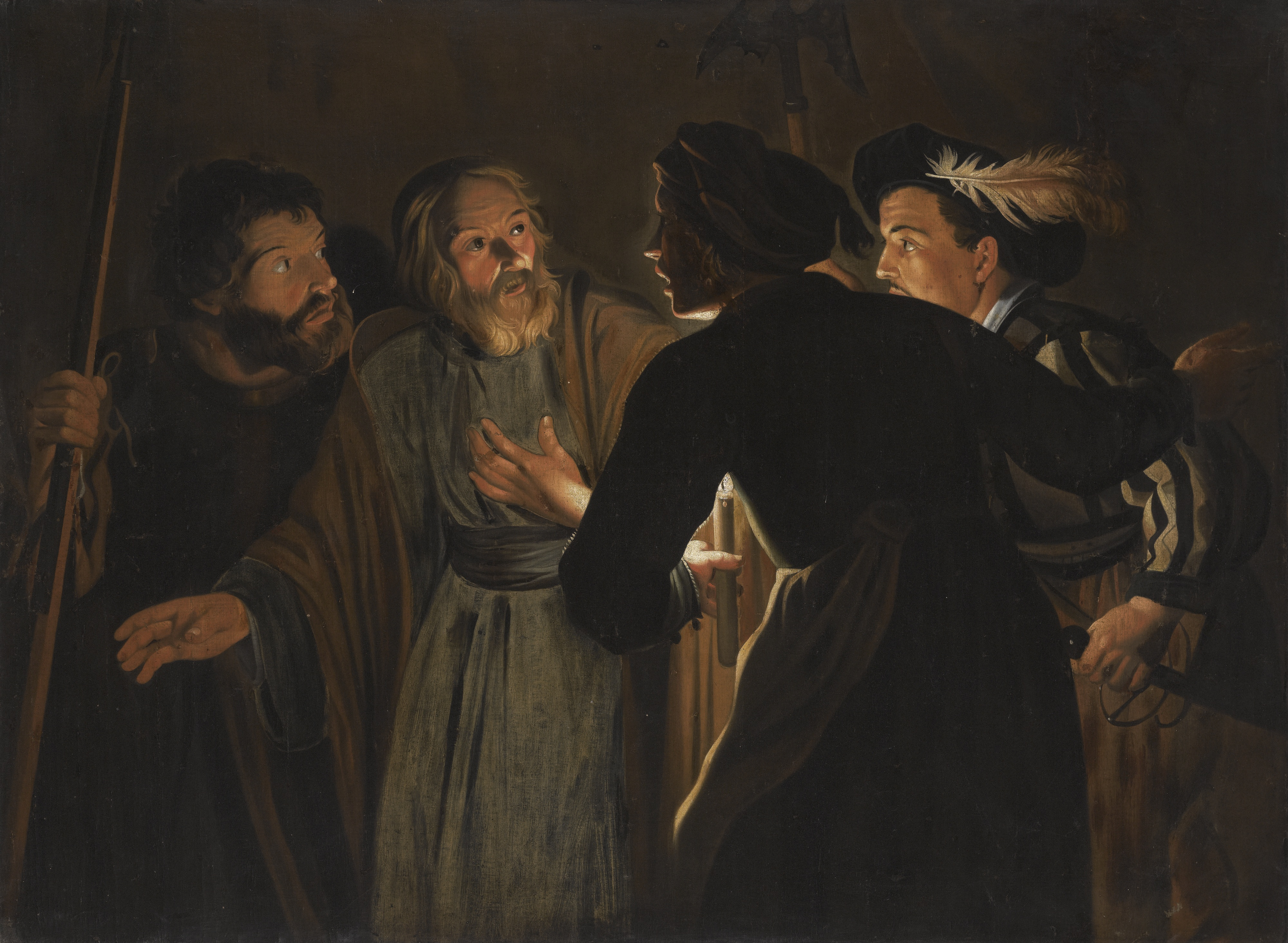
Pintura flamenca: Negación de San Pedro por Gerard Seghers

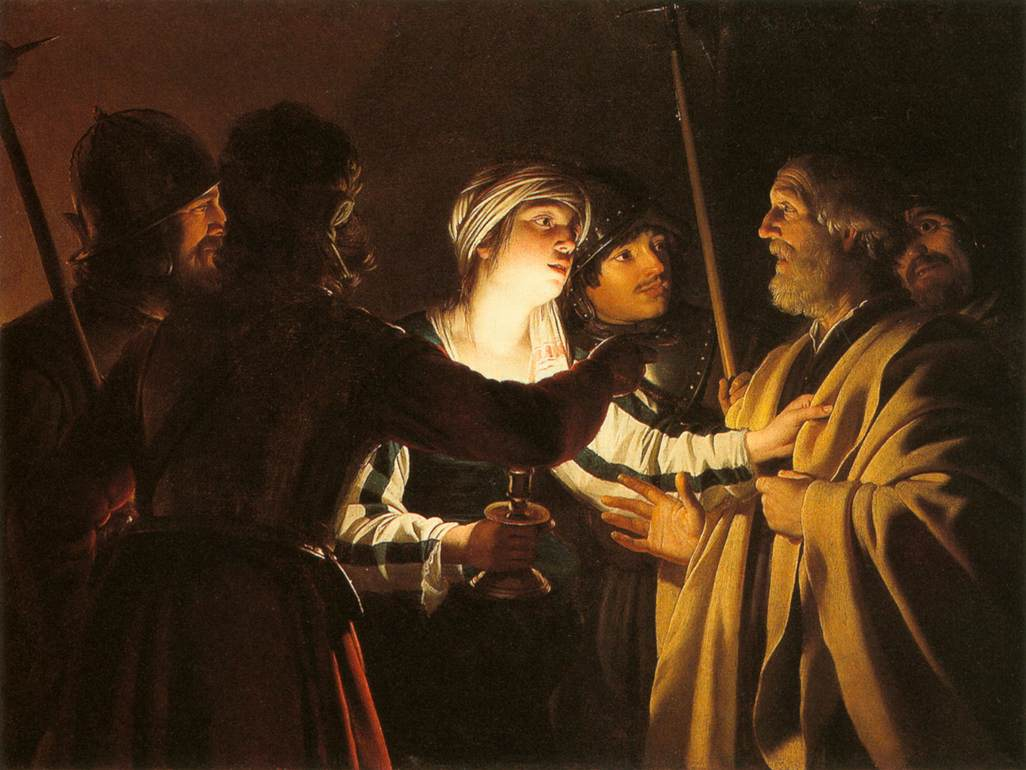
La negación de San Pedro porGerard van Honthorst (1622–24)

La predicción, hecha por Jesús durante la Última Cena, de que Pedro le negaría y repudiaría, aparece en el Evangelio de Mateo 26:33-35, en el Evangelio de Marcos 14:29-31, en el Evangelio de Lucas 22:33-34 y en el Evangelio de Juan 18:15-27. Los relatos de la negación en los Evangelios difieren entre sí.
Según el Evangelio de Mateo:

Pedro intervino y le dijo: «Aunque todos se escandalicen de ti, yo nunca me escandalizaré.» Jesús le dijo: «Yo te aseguro: esta misma noche, antes que el gallo cante, me habrás negado tres veces.» Dícele Pedro: «Aunque tenga que morir contigo, yo no te negaré.» Y lo mismo dijeron también todos los discípulos".

Más tarde, esa misma noche, Jesús fue arrestado. La primera negación a una sirvienta en Lucas 22:54-57 es la siguiente: 

Entonces le prendieron, se lo llevaron y le hicieron entrar en la casa del sumo Sacerdote; Pedro le iba siguiendo de lejos. Habían encendido una hoguera en medio del patio y estaban sentados alrededor; Pedro se sentó entre ellos. Una criada, al verle sentado junto a la lumbre, se le quedó mirando y dijo: «Este también estaba con él.» Pero él lo negó: «¡Mujer, no le conozco!».

La segunda negación a la misma muchacha en Marcos 14:69-70 es: 

Le vio la criada y otra vez se puso a decir a los que estaban allí: «Este es uno de ellos.» Pero él lo negaba de nuevo. Poco después, los que estaban allí volvieron a decir a Pedro: «Ciertamente eres de ellos pues además eres galileo.»

La tercera negación a una serie de personas, es enfática ya que maldice según Mateo 26:73-75: 

Poco después se acercaron los que estaban allí y dijeron a Pedro: «¡Ciertamente, tú también eres de ellos, pues además tu misma habla te descubre!» Entonces él se puso a echar imprecaciones y a jurar: «¡Yo no conozco a ese hombre!» Inmediatamente cantó un gallo. Y Pedro se acordó de aquello que le había dicho Jesús: «Antes que el gallo cante, me habrás negado tres veces.» Y, saliendo fuera, rompió a llorar amargamente.

El Evangelio de Lucas 22:59-62 describe así el momento de la última negación: 

Pasada como una hora, otro aseguraba: «Cierto que éste también estaba con él, pues además es galileo.» Le dijo Pedro: «¡Hombre, no sé de qué hablas!» Y en aquel momento, estando aún hablando, cantó un gallo, y el Señor se volvió y miró a Pedro, y recordó Pedro las palabras del Señor, cuando le dijo: «Antes que cante hoy el gallo, me habrás negado tres veces.» 62. Y, saliendo fuera, rompió a llorar amargamente.

El Evangelio de Juan 18:15-27 describe el relato de las tres negaciones de la siguiente manera: 

Seguían a Jesús Simón Pedro y otro discípulo. Este discípulo era conocido del sumo Sacerdote y entró con Jesús en el atrio del sumo Sacerdote, mientras Pedro se quedaba fuera, junto a la puerta. Entonces salió el otro discípulo, el conocido del sumo Sacerdote, habló a la portera e hizo pasar a Pedro. La muchacha portera dice a Pedro: «¿No eres tú también de los discípulos de ese hombre?» Dice él: «No lo soy.» Los siervos y los guardias tenían unas brasas encendidas porque hacía frío, y se calentaban. También Pedro estaba con ellos calentándose. El sumo Sacerdote interrogó a Jesús sobre sus discípulos y su doctrina. Jesús le respondió: «He hablado abiertamente ante todo el mundo; he enseñado siempre en la sinagoga y en el Templo, donde se reúnen todos los judíos, y no he hablado nada a ocultas. ¿Por qué me preguntas? Pregunta a los que me han oído lo que les he hablado; ellos saben lo que he dicho.» Apenas dijo esto, uno de los guardias que allí estaba, dio una bofetada a Jesús, diciendo: «¿Así contestas al sumo Sacerdote?» Jesús le respondió: «Si he hablado mal, declara lo que está mal; pero si he hablado bien, ¿por qué me pegas?» Anás entonces le envió atado al sumo Sacerdote Caifás. Estaba allí Simón Pedro calentándose y le dijeron: «¿No eres tú también de sus discípulos?» El lo negó diciendo: «No lo soy.» Uno de los siervos del sumo Sacerdote, pariente de aquel a quien Pedro había cortado la oreja, le dice: «¿No te vi yo en el huerto con él?» Pedró volvió a negar, y al instante cantó un gallo.

Tras la resurrección de Jesús, el Evangelio de Juan 21:15-17 narra cómo Jesús preguntó tres veces a Pedro si éste le amaba, señalando la rehabilitación de Pedro tras su arrepentimiento.

## Interpretación de la Iglesia católica
La comparación de los dos primeros evangelios revela contrastes en los interrogatorios a Jesús y a Pedro. La narración de Lucas destaca por seguir un orden más lógico en la cronología de los eventos. En este relato, Jesús es llevado a casa de Caifás durante la noche, donde Pedro lo niega y los criados lo insultan. A la mañana siguiente, se reúnen en el Sanedrín y lo condenan a muerte. Un detalle único en la narrativa de Lucas es la mención de la mirada del Señor a Pedro durante los acontecimientos de la noche. Esta mirada provoca la contrición de Pedro. La mirada de Cristo, un tema frecuentemente abordado en el evangelio de Lucas, se convierte en motivo de meditación para los santos.
Este relato subraya la secuencia lógica de los eventos y destaca la conexión emocional entre Jesús y Pedro a través de la mirada que lleva a la contrición del discípulo. Cada evangelista presenta los eventos desde su propia perspectiva, proporcionando diferentes detalles que enriquecen la comprensión global de la historia.

Considero yo muchas veces, Cristo mío, cuán sabrosos y cuán deleitosos se muestran vuestros ojos a quien os ama, y Vos, bien mío, queréis mirar con amor. Paréceme que una sola vez de este mirar tan suave a las almas que tenéis por vuestras, basta por premio de muchos años de servicio. 

Las lágrimas de Pedro son reacción lógica de los corazones nobles, movidos por la gracia de Dios. En la doctrina de la Iglesia se denomina «contrición del corazón»: 

Un dolor del alma y una detestación del pecado cometido con la resolución de no volver a pecar. 

Ante las lágrimas de los creyentes, se destaca la frialdad de aquellos que no tienen fe. A pesar de que las acusaciones del Sanedrín contra Jesús son inconsistentes y carecen de un motivo lógico para condenarlo, obtienen de él una declaración que consideran comprometedora. Jesús, sabiendo que su respuesta les brinda el pretexto deseado, afirma con seriedad su identidad como el Cristo y el Hijo de Dios.
Aunque las acusaciones carecen de fundamento sólido, la afirmación de Jesús sobre su divinidad es suficiente para que el Sanedrín lo acuse de blasfemia y exija su muerte. La narrativa sugiere que la incapacidad del Sanedrín para aceptar la confesión de Jesús como el Hijo de Dios es la verdadera razón detrás de su condena. La fe se presenta como un factor crucial, ya que la falta de ella en los líderes religiosos influye en su interpretación de las palabras y acciones de Jesús.

## En arte y música

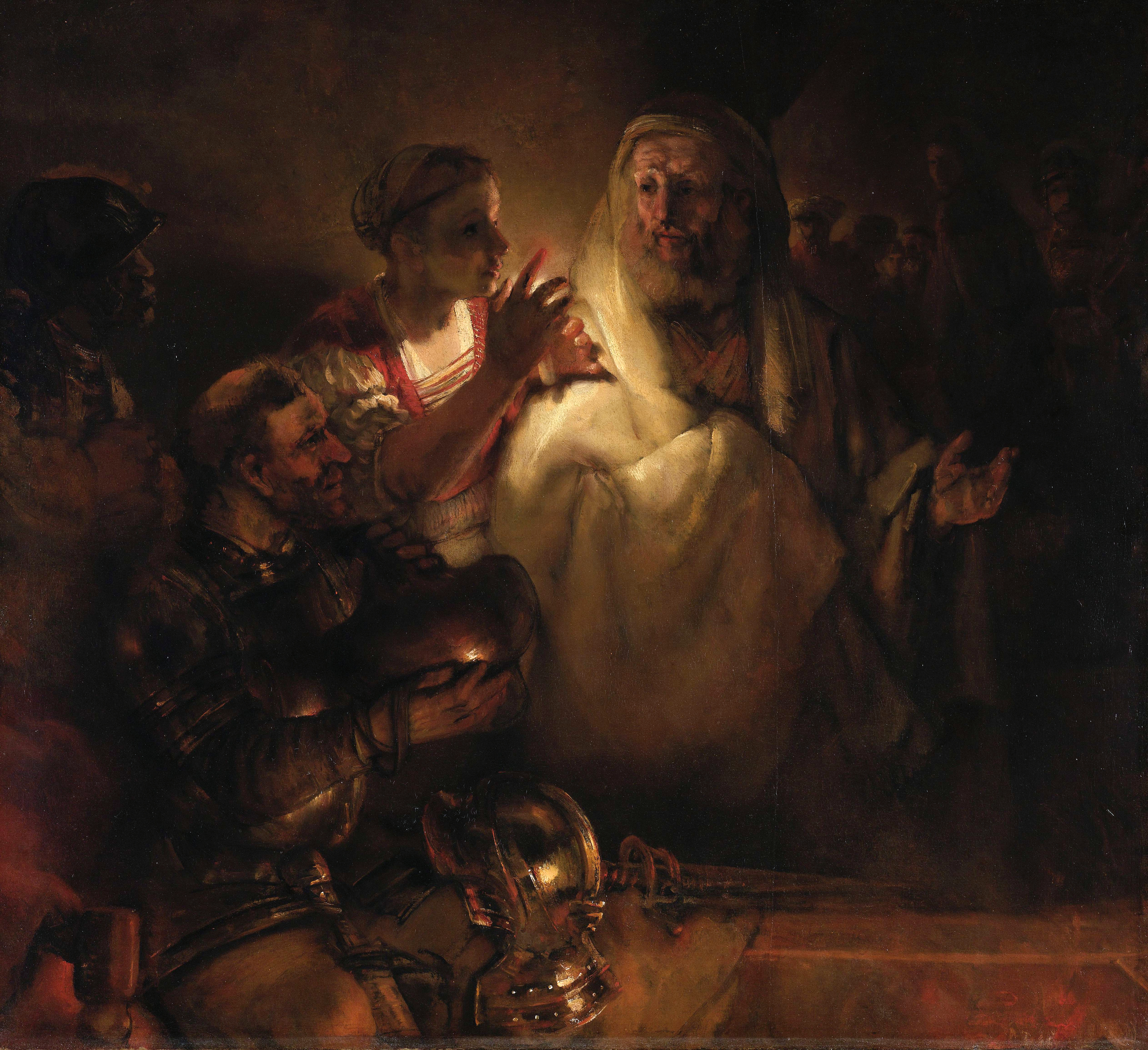
Rembrandt: La negación de San Pedro, 1660

El episodio ha sido objeto de obras de arte durante siglos. También se ha escenificado en obras musicales de la historia de la Pasión. Se ha representado en una variedad de medios y métodos, desde el mosaico del siglo VI de la Basílica de San Apolinar el Nuevo hasta los iconos rusos y las pinturas al óleo de muchos maestros antiguos. A veces se incluía en ciclos de la Vida de Cristo o de la Pasión, a menudo como única escena que no incluía la figura de Cristo. 
En la representación de La negación de San Pedro de Rembrandt de 1660, actualmente en el Rijksmuseum de Amsterdam, influida por los grabados de la versión de Gerard Seghers de hacia 1623, presenta a la sirvienta que reconoce a Pedro con una vela, que ilumina el rostro de Pedro. Dos soldados miran con recelo mientras Pedro habla, mientras que Jesús aparece a lo lejos, con las manos atadas a la espalda, volviéndose para mirar a Pedro. Pedro da la espalda a Jesús y gesticula con la mano izquierda, aunque su expresión está exenta de desafío.
La Negación de San Pedro, de Caravaggio, de 1610, se encuentra actualmente en el Museo Metropolitano de Arte de Nueva York. El autor George Weatherhead admira la representación de Caravaggio: el modo en que Pedro muestra una vacilante trepidación en sus inestables facciones, consciente de la indigna falsedad que estaba diciendo. Sus labios tiemblan y sus ojos buscan, pero no encuentran, la firmeza de la verdad.En este cuadro, Caravaggio representó a la sirvienta con la misma cabeza de mujer que utilizó en su representación de La decapitación de San Juan Bautista.
Un tema relacionado, el Arrepentimiento de Pedro, que muestra el final del episodio, no se veía con frecuencia antes del arte católico de la Contrarreforma, donde se popularizó como afirmación del sacramento de la Confesión frente a los ataques protestantes. Esto sucedió a raíz de un influyente libro del cardenal jesuita Roberto Belarmino (1542-1621). La imagen suele mostrar a Pedro llorando, como un retrato de medio cuerpo sin otras figuras, a menudo con las manos entrelazadas como a la derecha, y a veces el gallo en el fondo; a menudo iba acompañada de una María Magdalena arrepentida, otro ejemplo del libro de Belarmino.
La historia de la Pasión ha sido musicada por numerosos compositores. El episodio de la negación de Pedro es transmitido con gran patetismo por J.S. Bach tanto en la Pasión de San Mateo como en la Pasión de San Juan.Gardiner, 2013, p. 365, dice «Inevitablemente sufrimos con Pedro; pero la incómoda pregunta que Bach nos hace considerar es, ¿habría salido alguno de nosotros de su calvario con mayor crédito?». 

La Negación de San Pedro en el arte
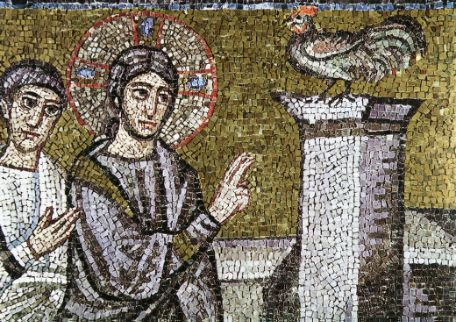
Basílica de San Apolinar el Nuevo, Siglo VI
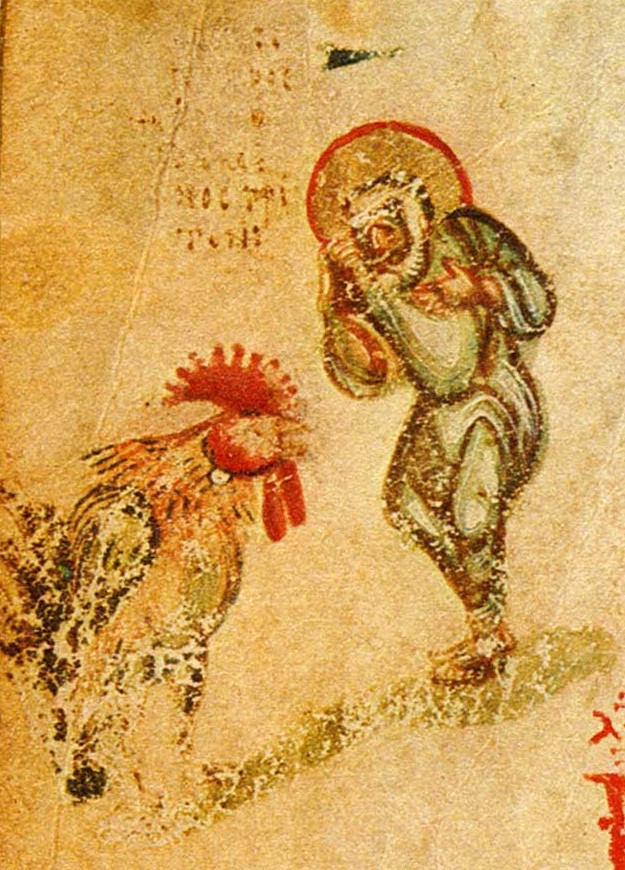
Salterio de Chludov, siglo IX
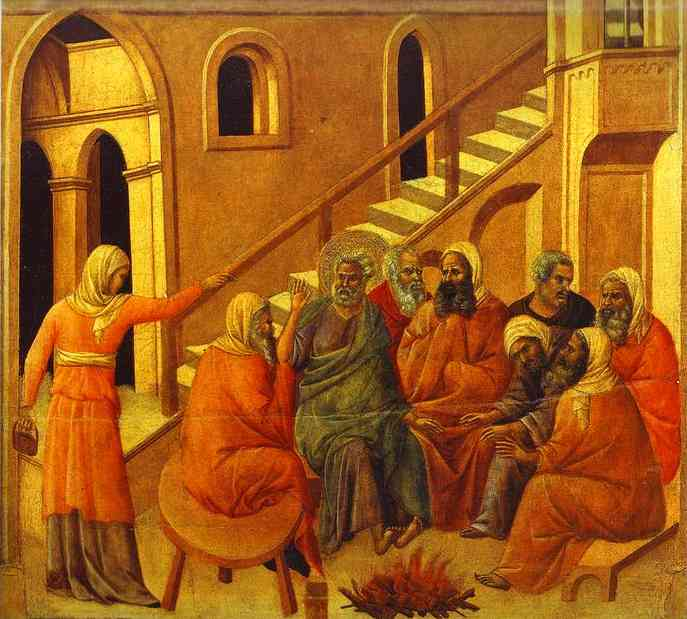
Duccio, 1308–11
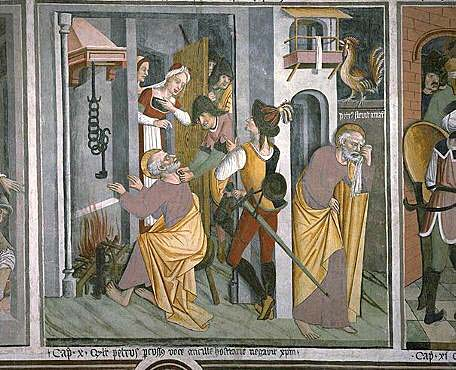
Nuestra Señora de las Fuentes (La Brigue), siglo XV
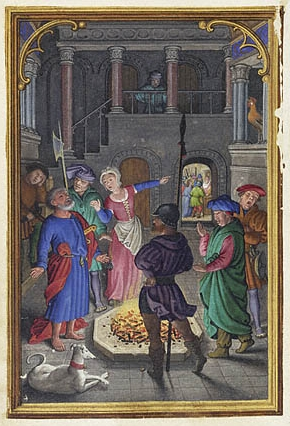
Simon Bening, 1525–30
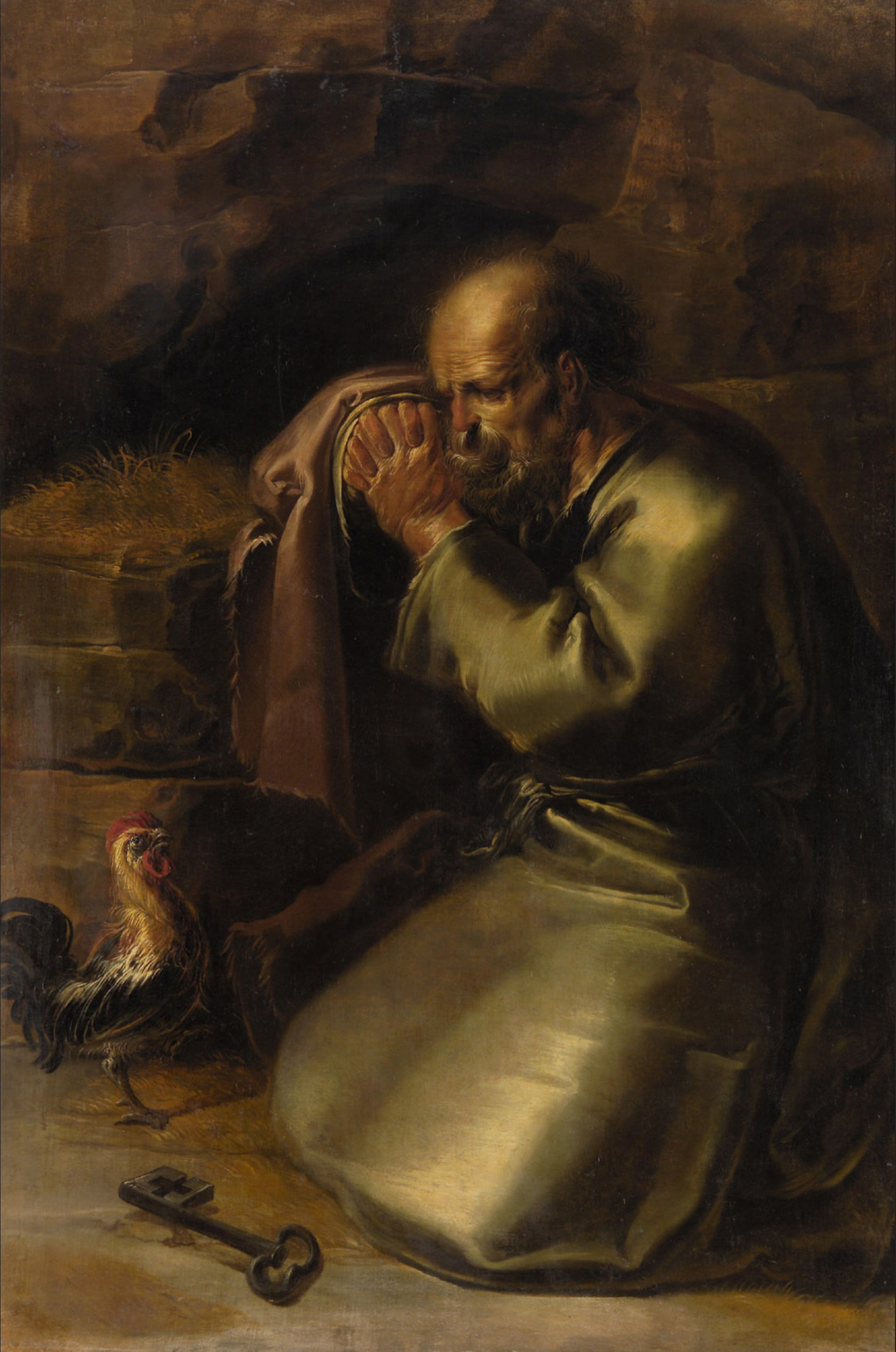
Jan van der Venne : Negación de San Pedro
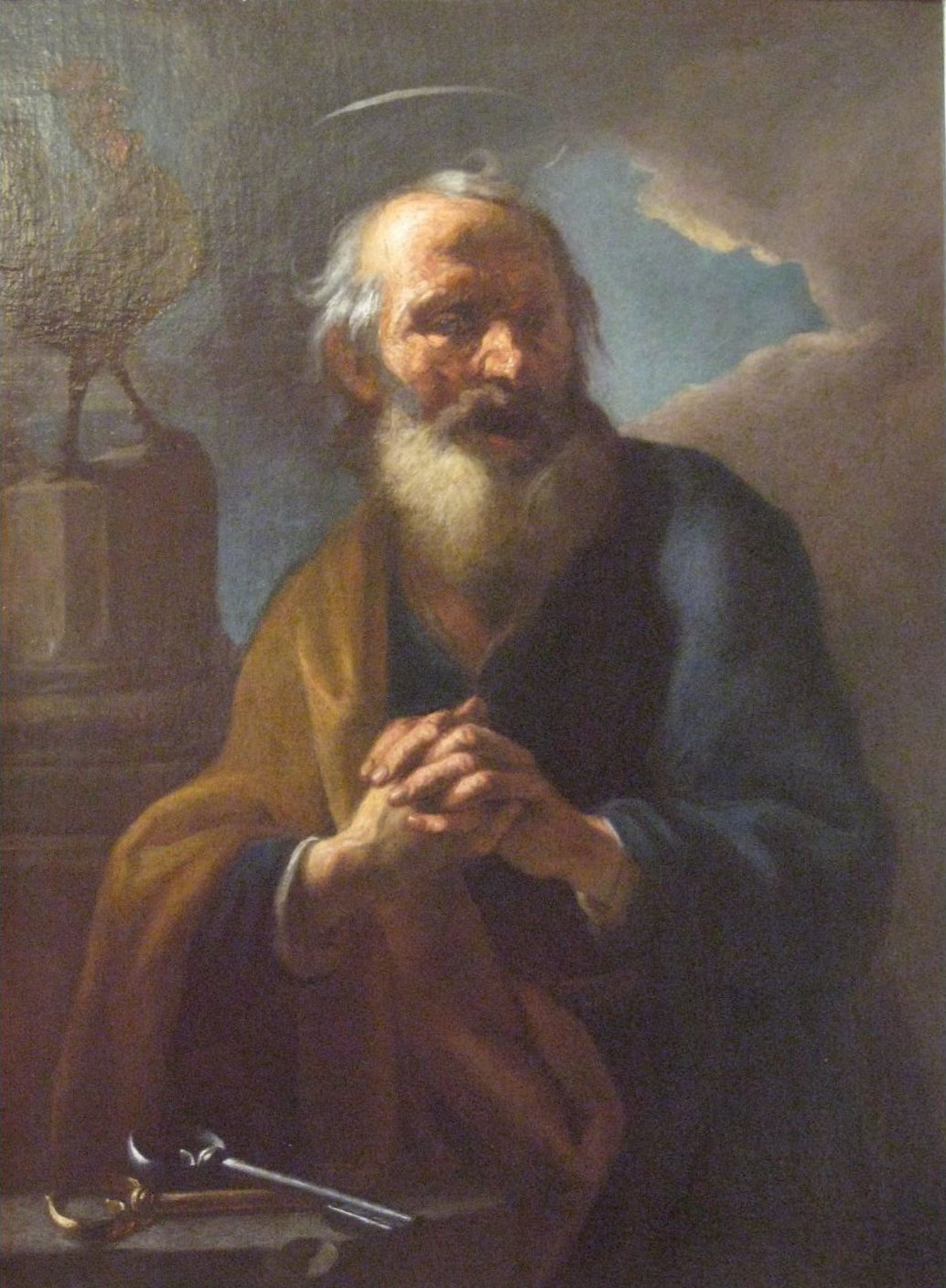
Arrepentimiento de Pedro, Petr Brandl, 1724
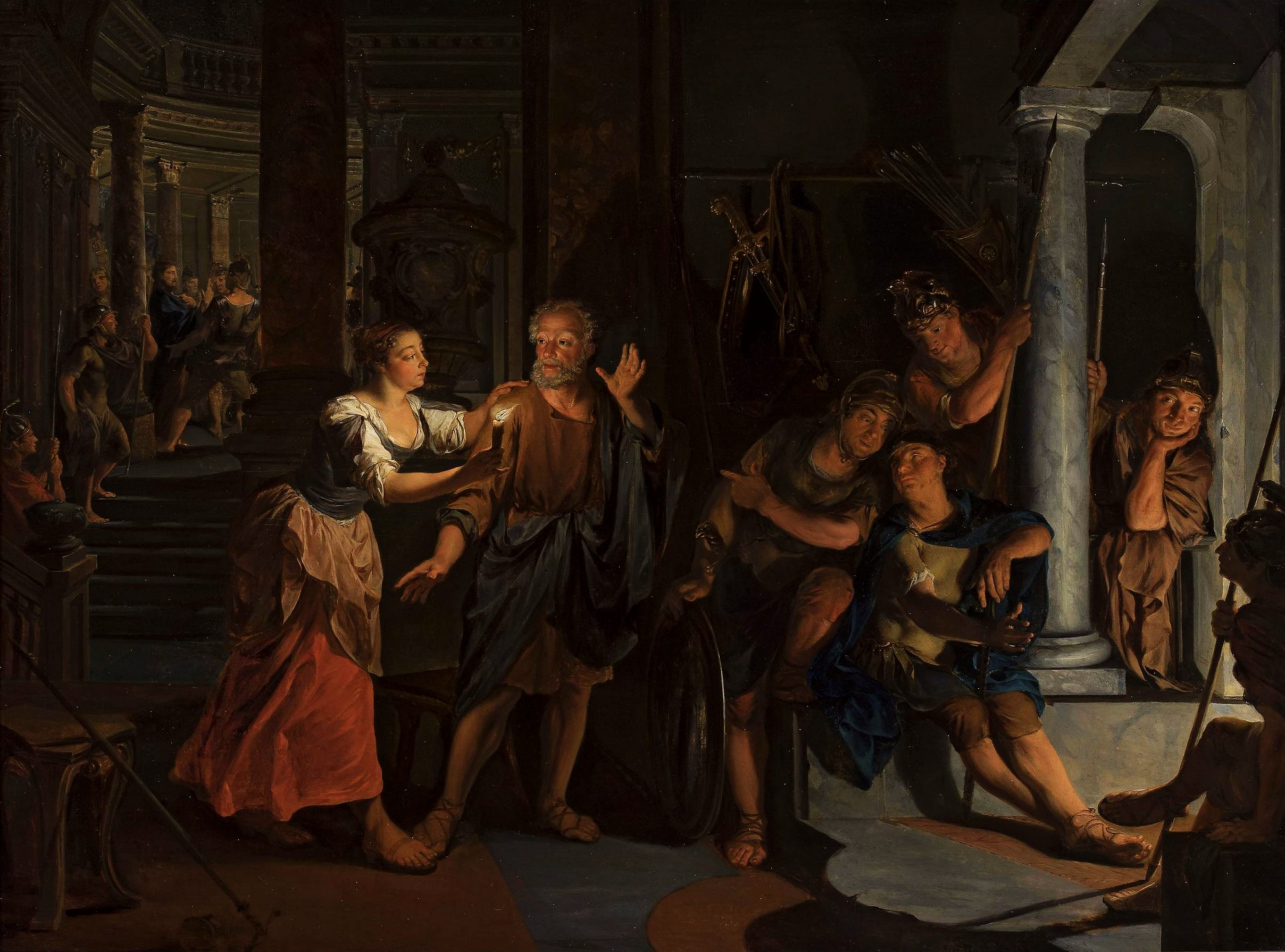
Knüpfer, Negación de San Pedro
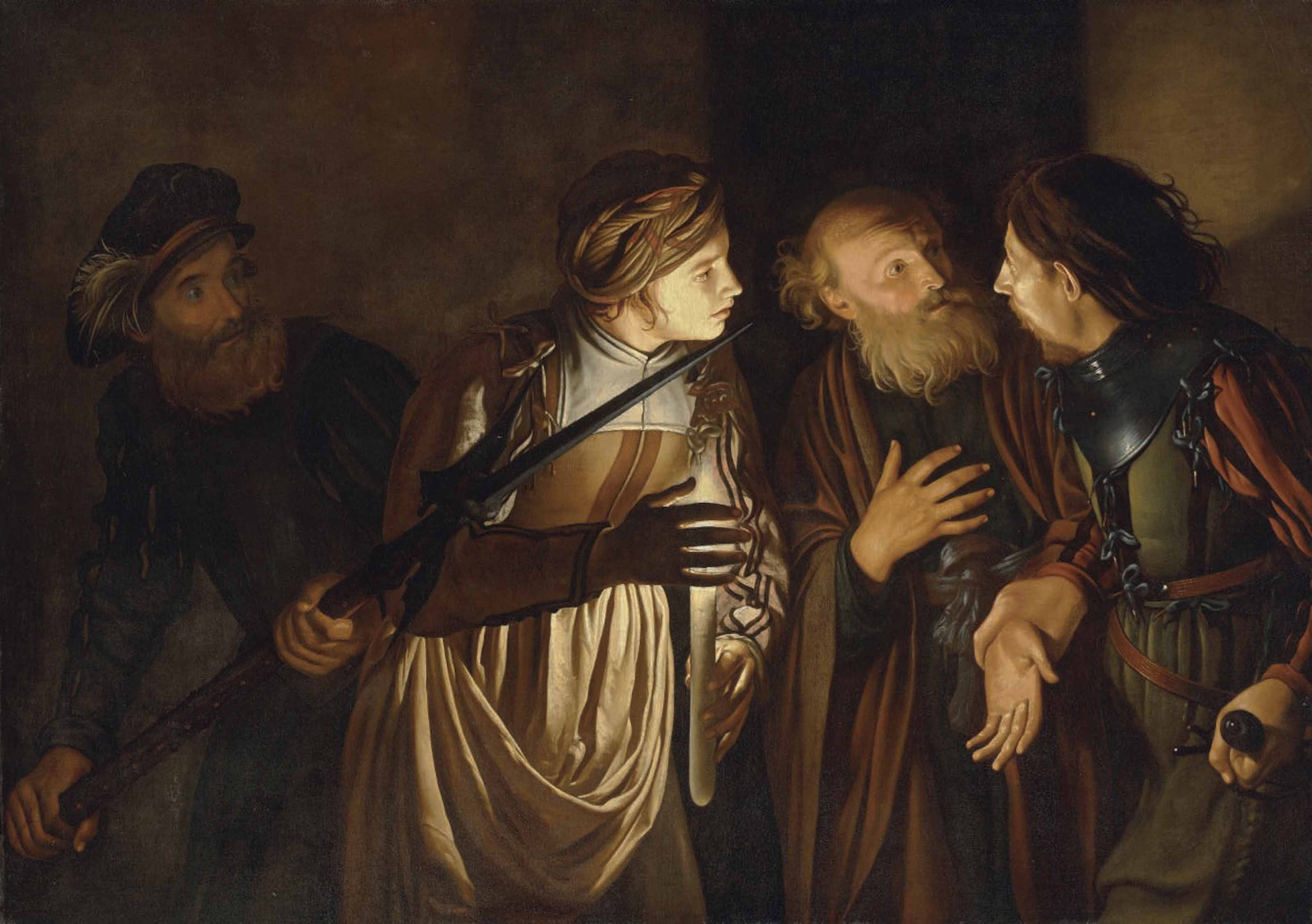
Adam de Coster, La Negación de San Pedro
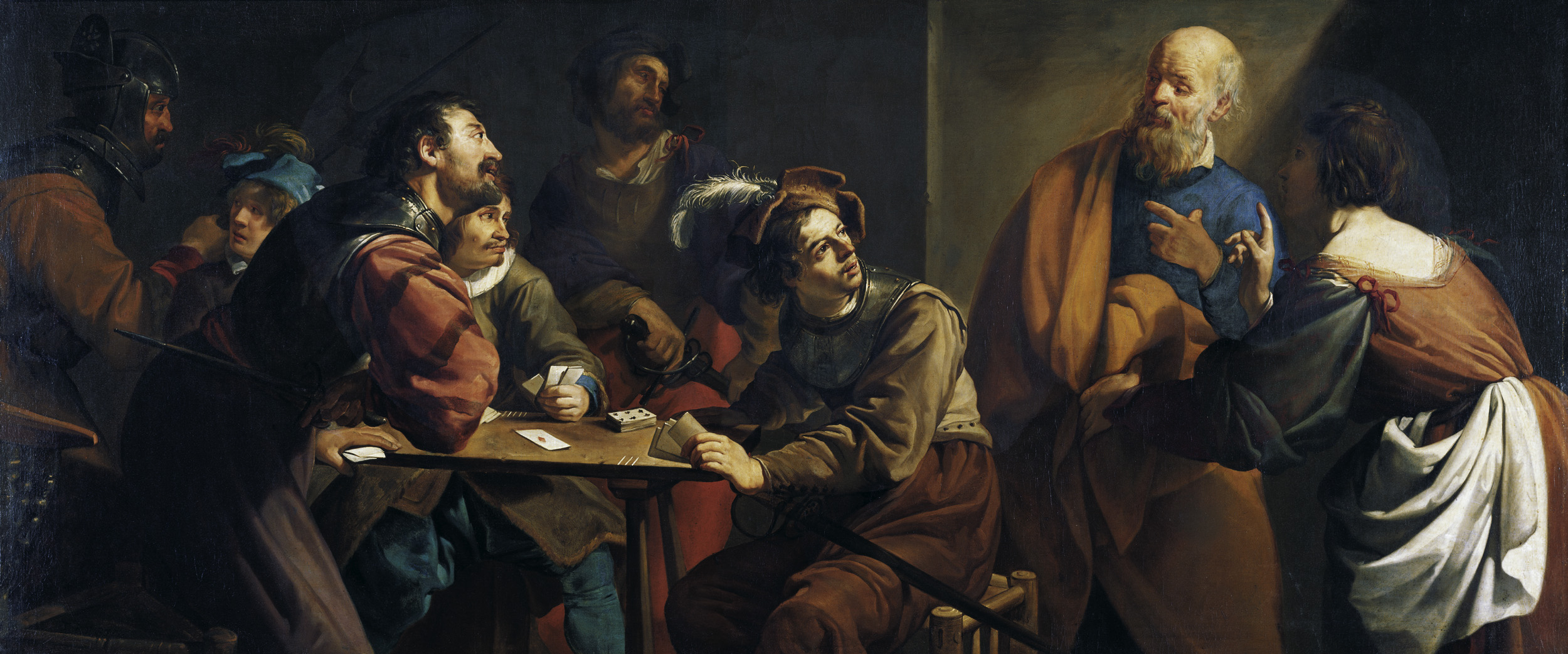
Theodoor Rombouts, La Negación de San Pedro, 1789
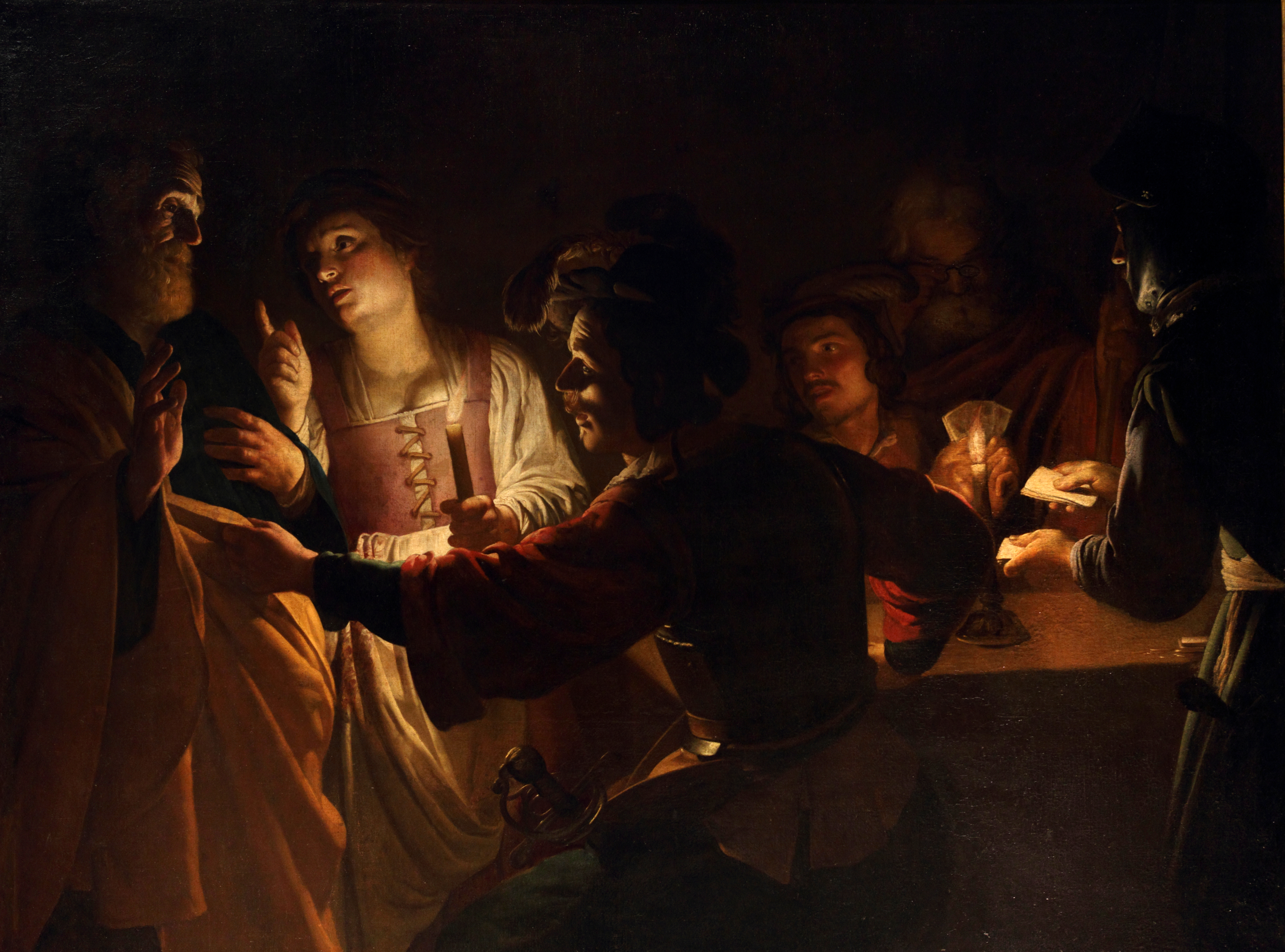
Gerard van Honthorst, La Negación de San Pedro, c. 1618–20
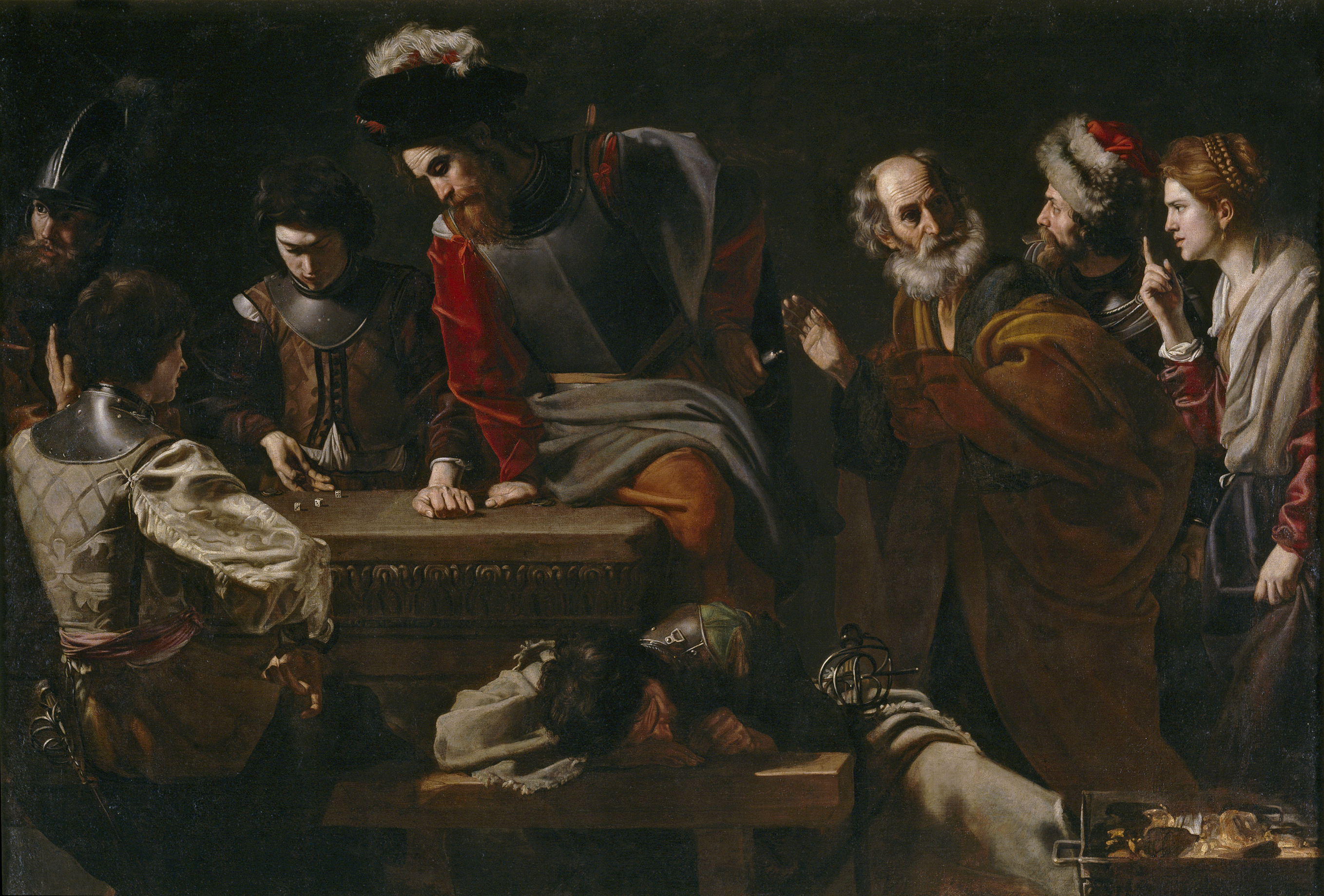
Nicolas Tournier, Negación de San Pedro, c. 1625
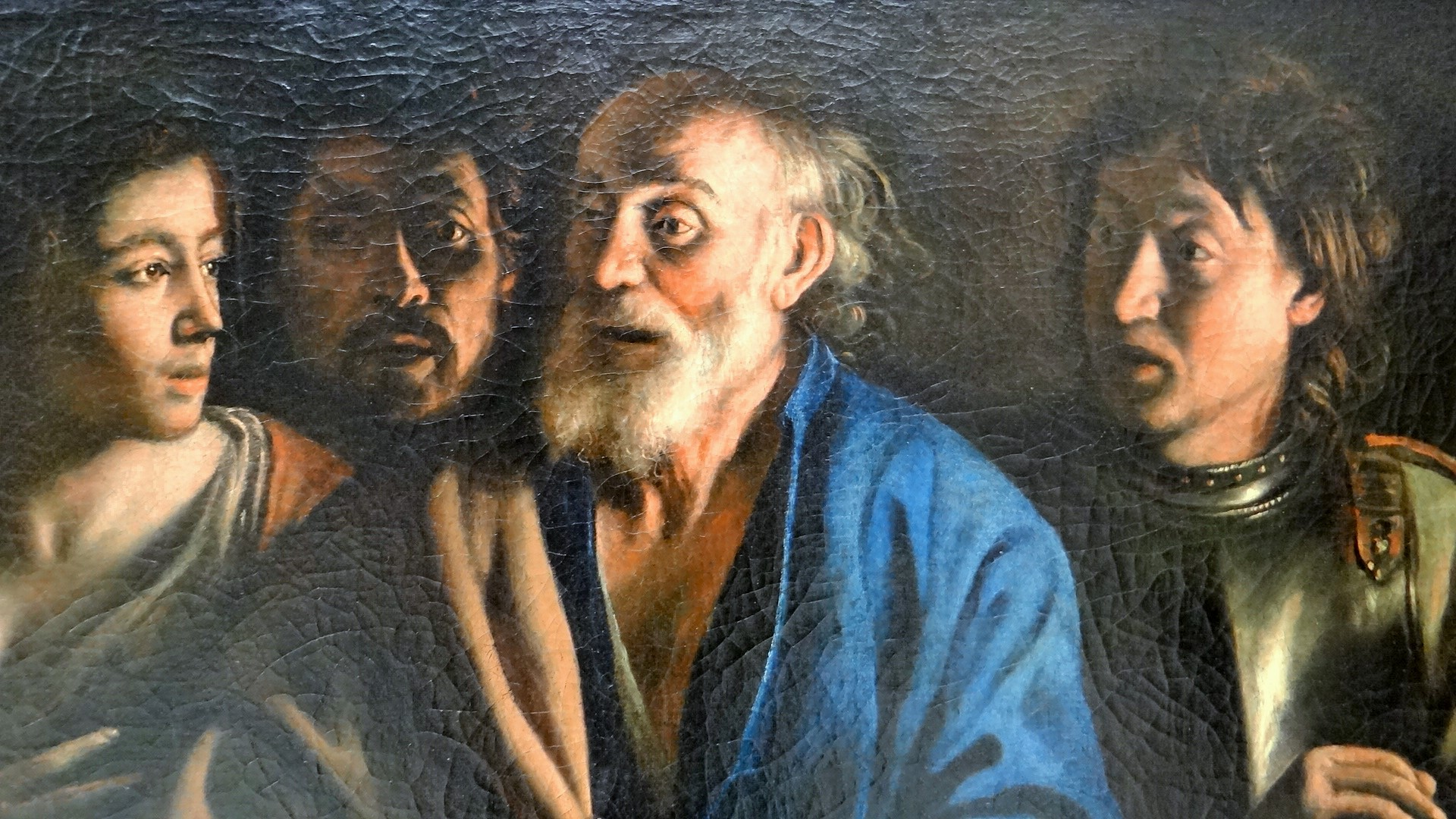
Mathieu Le Nain, La Negación de San Pedro, c. 1648.

### Lecturas complementarias
- Knecht, Friedrich Justus (1910). «The Denial and Repentance of Peter — The Despair of Judas.». A Practical Commentary on Holy Scripture. B. Herder.